# Pierre-Louis de Failly
Pour les articles homonymes, voir Failly (homonymie).
Pierre-Louis, comte de Failly, vicomte de Vinay et autres lieux, (13 septembre 1724, Reims - 24 avril 1792, Liège), est un général et homme politique français.

## Biographie
Il suivit la carrière militaire, devint capitaine au régiment Royal-Dragons et chevalier de Saint-Louis.
Propriétaire du château des Conardins, le bailliage de Vitry-le-François le nomma député de la noblesse aux États généraux. Le Moniteur est muet sur le compte de ce législateur.
Marié à Marie-Thérèse Oudan de Montmarson, il est le grand-père d'Alexandre-Nicolas-Joseph Hennequin de Villermont.

## Sources
- « Pierre-Louis de Failly », dans Adolphe Robert et Gaston Cougny, Dictionnaire des parlementaires français, Edgar Bourloton, 1889-1891 [détail de l’édition]